# Kooldries-Hoofsweer
Kooldries-Hoofsweer is een Vlaams natuurreservaat ten zuiden van de Antwerpse plaatsen Brecht en Sint-Lenaarts.
De Kooldries meet 17 hectare en het Hoofsweer meet 30 ha. Kooldries kwam in beheer bij Natuurpunt en Hoofsweer bij het Agentschap Natuur en Bos. Uiteindelijk werden deze gebieden samengevoegd, maar het beheer bleef in handen van voornoemde organisaties.

## Geschiedenis
Toen in de 19e eeuw het Kanaal Dessel-Turnhout-Schoten werd gegraven stuitte men op kleilagen die geschikt bleken voor de baksteenfabricage. Hierdoor ontstonden talrijke kleiputten die nadien verlaten werden.

## Gebied
Door de aanwezigheid van de kleilaag is er sprake van een sterk wisselende waterstand. Landschapselementen zijn berken-eikenbos, een rietveld, struikgewas, een heiderestant en een voormalige hoogstamboomgaard.
In het gebied vindt men naaldwaterbies, kleine zonnedauw en ronde zonnedauw. De kamsalamander komt er voor, evenals tal van amfibieën, libellen en vlinders.
Vogelsoorten zijn: dodaars, diverse spechten, boomklever, wielewaal, boomvalk en ijsvogel.

## Toegankelijkheid
Zowel in de Kooldries als in de Hoofsweer is een wandelroute uitgezet.